# Roberto Ferri
Roberto Ferri (* 1978 in Tarent) ist ein italienischer Maler, dessen Gemälde von barocken Künstlern, insbesondere Caravaggio, sowie anderen alten Meistern der Strömungen Romantik, Akademismus und Symbolismus inspiriert sind.

## Biografie
Im Jahr 1996 machte Ferri seinen Schulabschluss an einer Kunstschule in seiner Heimatstadt. Anschließend begann er autodidaktisch Kunst zu studieren und zog 1999 nach Rom, um Recherche bezüglich antiker Gemälde zu betreiben. 2006 erhielt er seinen Abschluss an der Akademie der Schönen Künste Rom. Zahlreiche seiner Werke sind heute beispielsweise in New York, Miami, Madrid und London ausgestellt worden. Im Jahre 2014 malte Ferri das offizielle Papstporträt von Papst Franziskus.

## Werk

### Gestaltungsmerkmale
Roberto Ferris Kunst wird von einigen Kritikern als anachronistisch bezeichnet. So ist die Gestaltung von Roberto Ferris Werken sehr an die Gemälde barocker Künstler angelehnt. Am meisten Inspiration schenkt ihm der Maler Caravaggio. Jedoch beinhalten die Werke von Ferri aufgrund der Verwendung surrealistischer Bildelemente auch moderne Gestaltungsmerkmale, welche seine Gemälde teilweise vom Barock sowie der Romantik abgrenzen. Ferri kreiert zudem oftmals bewusst Charaktere, deren Erscheinungsform starke Gegensätze aufweist; gehäuft durch Gegenüberstellung von "Liebe und Tod" oder "Rausch und Bestrafung".